# Club Deportivo Godoy Cruz Antonio Tomba
El Club Deportivo Godoy Cruz Antonio Tomba és un club de futbol argentí de la ciutat de Godoy Cruz, a la província de Mendoza.

## Història
El club va ser fundat l'1 de juny de 1921 amb el nom Sportivo Godoy Cruz, adoptant el nom actual el 25 d'abril de 1930, després de la fusió amb el Deportivo Bodega Antonio Tomba (club fundat el 1899 per obrers de la Bodega Antonio Tomba).
Disputà les lligues provincials durant força anys abans d'arribar a la màxima categoria. Guanyà diverses vegades el campionat de Mendoza i participà en el Torneo del Interior, que guanyà el 1994, assolint la Primera B Nacional Argentina. Després de més de deu anys a segona divisió ascendí a la primera el 2006. És el primer equip de la província de Mendoza en assolir la primera divisió.
El 1959 es construí l'estadi del club, el Feliciano Gambarte, també conegut com La Bodega. Té una capacitat per a 14.000 espectadors.

## Palmarès
- 1 Lliga argentina de segona divisió (Apertura): 2005
- 1 Torneo del Interior: 1994
- 8 Campionat de Mendoza de futbol: 1944, 1947, 1950, 1951, 1954, 1968, 1989, 1990

## Jugadors destacats
| - Carlos Francisco Pozzoli - José Tabaquillo García - Orlando Vicente Garro - Humberto Fabián Lentz | - Rubén Hermes Almeida - Daniel Walter Oldrá - Rafael Iglesias |